# Geometrisk dataanalys
Geometrisk datanalys är en familj av statistiska metoder som utgår från den franske matematikern Jean-Paul Benzécris arbeten under 1960- och 1970-talen. Mest kända är enkel korrespondensanalys, multipel korrespondensanalys samt euklidisk klassificering. På senare tid har de ledande franska företrädarna varit Henry Rouanet och Brigitte Le Roux vid Université René Descartes i Paris.